# Roberto Ruben Ruscio
Roberto Ruben Ruscio (Buenos Aires, 1953. szeptember 18. –) argentin nemzetközi labdarúgó-játékvezető.

## Pályafutása

### Nemzeti játékvezetés
A játékvezetői vizsgát 1978-ban tette le. Nemzeti labdarúgó-szövetségének megfelelő játékvezető bizottságai minősítése alapján jutott magasabb osztályokba. 1992-ben minősítették az I. Liga játékvezetőjének. A küldési gyakorlat szerint rendszeres partbírói, majd 4. bírói szolgálatot is végzett. A nemzeti játékvezetéstől 50 évesen, 2003-ban vonult vissza.

### Nemzetközi játékvezetés
Az Argentin labdarúgó-szövetség Játékvezető Bizottsága (JB) terjesztette fel nemzetközi játékvezetőnek, a Nemzetközi Labdarúgó-szövetség (FIFA) 1993-tól tartotta nyilván bírói keretében. A FIFA JB központi nyelvei közül a spanyolt beszéli. Több nemzetek közötti válogatott és Copa Libertadores klubmérkőzést vezetett, vagy működő társának 4. bíróként segített. A  nemzetközi játékvezetéstől 1998-ban búcsúzott.

#### Labdarúgó-világbajnokság
A világbajnoki döntőkhöz vezető úton Franciaországba a XVI., az 1998-as labdarúgó-világbajnokságra a FIFA JB játékvezetőként alkalmazta. Selejtező mérkőzéseket az COMNEBOL zónában vezetett.

##### 1998-as labdarúgó-világbajnokság

###### Selejtező mérkőzés
| Időpont         | Helyszín                               | Mérkőzés típusa         | Mérkőzés         | Eredmény | Nézők száma |
| --------------- | -------------------------------------- | ----------------------- | ---------------- | -------- | ----------- |
| 1996. július 7. | Roberto Meléndez Stadion, Barranquilla | csoportmérkőzés (3.kör) | Kolumbia–Uruguay | 3 – 1    | 36 169      |

#### Olimpiai játékok

##### 1996. évi nyári olimpiai játékok
Az 1996. évi nyári olimpiai játékok labdarúgó tornáján a FIFA JB bírói szolgálatra alkalmazta.

###### Férfi labdarúgótorna az 1996. évi nyári olimpiai játékokon
| Időpont          | Helyszín                   | Mérkőzés típusa              | Mérkőzés                 | Eredmény | Nézők száma |
| ---------------- | -------------------------- | ---------------------------- | ------------------------ | -------- | ----------- |
| 1996. július 20. | Orange Bowl Stadion, Miami | csoportmérkőzés (B. csoport) | Franciaország–Ausztrália | 2 – 0    | 14 322      |
| 1996. július 25. | Legion Field, Birmingham   | csoportmérkőzés (C. csoport) | Olaszország–Dél-Korea    | 2 – 1    | 28 319      |

#### Nemzetközi kupamérkőzések
Vezetett kupadöntők száma: 1.

##### Dél-amerikai labdarúgó-szuperkupa
| Időpont           | Helyszín                   | Mérkőzés típusa     | Mérkőzés                         | Eredmény |
| ----------------- | -------------------------- | ------------------- | -------------------------------- | -------- |
| 1994. november 2. | La Bombonera, Buenos Aires | döntő első mérkőzés | CA Boca Juniors–CA Independiente | 1 – 1    |